# اشتراك في مستوى

مثالان على ثلاث أشعة مشتركة المستوى (يوضح اللون الرمادي المستو الذي ينتمون إليه).

في الهندسة الرياضية، يُقال عن مجموعة من النقاط في فضاء أنها مشتركة المستوى إذا تواجد مستو هندسي يحتويها جميعا. على سبيل المثال: ثلاث نقاط في الفضاء تكون دائما مشتركة المستوى، وإن كانت النقاط متمايزة وليست متسامتة؛ فذلك يعني أن المستو الذي تحدده فريد. بنفس الطريقة يقال عن خطين في فضاء ثلاثي الأبعاد أنهما مشتركان في المستوى إن تواجد مستو يحويهما معا، ويحدث هذا إن كان الخطان متوازيان، تسمى الخطوط غير المتوازية مستقيمات متخالفة.
توفر هندسة البعد حلا تقنيا لمسألة تحديد ما إن كانت مجموعة من النقط مشتركة في المستوى أم لا، وذلك بمعرفة البعد بين هذه النقاط فقط.

## الخصائص في مستو ثلاثي الأبعاد
في مستو ثلاثي الأبعاد، تحدد متجهتان مستقلتان خطيا لهما نفس نقطة المبدأ مستويا من خلال تلك النقطة. ضربهما الاتجاهي هو متجهة ناظمة لذلك المستو، وأي متجهة عمودية مع هذا الضرب الاتجاهي عبر نقطة المبدأ تقع في نفس المستو. هذا يقود إلى اختبار تشارك المستوى التالي باستخدام جداء ثلاثي غير متجه:
النقاط الأربع المتمايزة x3 ،x2 ،x1 و x4 مشتركة في المستو فقط إذا كان:
{\displaystyle [(x_{2}-x_{1})\times (x_{4}-x_{1})]\cdot (x_{3}-x_{1})=0.}
وذلك مكافئ أيضا لـ:
{\displaystyle (x_{3}-x_{1})\cdot [(x_{2}-x_{1})\times (x_{4}-x_{3})]=0.}
إن كانت المتجهات الثلاث b، a وc مشتركة في المستو، وكان a⋅b = 0 (مثال: أن تكون a و b متعامدتان) حينها:
{\displaystyle (\mathbf {c} \cdot \mathbf {\hat {a}} )\mathbf {\hat {a}} +(\mathbf {c} \cdot \mathbf {\hat {b}} )\mathbf {\hat {b}} =\mathbf {c} }
حيث ترمز {\displaystyle \mathbf {\hat {a}} } لمتجهة وحدة في اتجاه a. وهذا يعني، أن إسقاطات المتجهة لـ c على a و c على b تُجمع لتعطي المتجهة c الأصلية.